# 回城乡
回城乡，是中华人民共和国新疆维吾尔自治区哈密市伊州区下辖的一个乡镇级行政单位。

## 行政区划
回城乡下辖以下地区：
建国村、沙枣井村、九龙树村、麦盖西村和阿勒吞村。

## 中国传统村落
2012年，阿勒屯村被评为首批“中国传统村落”。